# Giorgio La Pira
Giorgio La Pira (n. 9 ianuarie 1904, Pozzallo, Sicilia, Regatul Italiei – d. 5 noiembrie 1977, Florența, Italia) a fost un politician italian, deputat al Adunării Constituante a Italiei, membru al Camerei deputaților și primarul Florenței.